# Coupe Memorial 1994
Navigation
Édition précédente Édition suivante
L'édition 1994 de la Coupe Memorial est présenté du 14 au 22 mai 1994 à Laval, Québec. Elle regroupe les champions de chacune des divisions de la Ligue canadienne de hockey, soit la Ligue de hockey junior majeur du Québec (LHJMQ), la Ligue de hockey de l'Ontario (LHO) et la Ligue de hockey de l'Ouest (LHOu).

## Équipes participantes
- Les Saguenéens de Chicoutimi représentent la Ligue de hockey junior majeur du Québec.
- Les Centennials de North Bay représentent la Ligue de hockey de l'Ontario.
- Les Blazers de Kamloops représentent la Ligue de hockey de l'Ouest.
- Le Titan de Laval de la LHJMQ en tant qu'équipe hôte.

## Classement de la ronde Préliminaire
| Équipe                   | PJ | V | D | BP | BC | Pts |
| ------------------------ | -- | - | - | -- | -- | --- |
| Blazers de Kamloops      | 3  | 3 | 0 | 15 | 5  | 6   |
| Saguenéens de Chicoutimi | 3  | 2 | 1 | 5  | 6  | 4   |
| Titan de Laval           | 3  | 1 | 2 | 9  | 11 | 2   |
| Centennials de North Bay | 3  | 0 | 3 | 6  | 13 | 0   |

## Résultats

### Résultats du tournoi à la ronde
Voici les résultats du tournoi à la ronde pour l'édition 1994 :

## Effectifs
Voici la liste des joueurs des Blazers de Kamloops, équipe championne du tournoi 1994 :
- Entraîneur : Don Hay
- Gardiens : Rod Branch, Sean Matile et Steve Passmore.
- Défenseurs : Nolan Baumgartner, Scott Ferguson, Dion Hagan, Greg Hart, Jason Holland, Aaron Keller, Mike Krooshoop, Brad Lukowich,
- Attaquants : Hnat Domenichelli, Jarrett Deuling, Louis Dumont, Ryan Huska, Jarome Iginla, Mike Josephson, Bob Maudie, Chris Murray, Tyson Nash, Rod Stevens, Jason Strudwick, Darcy Tucker, Bob Westerby.

## Honneurs individuels
- Trophée Stafford-Smythe (meilleur joueur) : Darcy Tucker (Blazers de Kamloops)
- Trophée George-Parsons (meilleur esprit sportif) : Yanick Dubé (Titan de Laval)
- Trophée Hap-Emms (meilleur gardien) : Éric Fichaud (Saguenéens de Chicoutimi)

Équipe d'étoiles :
- Gardien : Éric Fichaud (Saguenéens de Chicoutimi)
- Défenseurs : Aaron Keller (Blazers de Kamloops) — Nolan Baumgartner (Blazers de Kamloops)
- Centre : Darcy Tucker (Blazers de Kamloops)
- Ailier gauche : Alain Côté (Titan de Laval)
- Ailier droit : Rod Stevens (Blazers de Kamloops)